# Абдісар
Абдісар (д/н — бл. 200 до н. е.) — цар Софени у 212—200 роках до н. е. і Великої Вірменії у 212 році до н. е.

## Життєпис
Походив з династії Єрвандідів. Син царя Ксеркс I. Після загибелі батька у 212 році до н. е. став царем Софениі Великої Вірменії. Втім проти нього виступив Зарех, якого підтримував селевкідський цар Антіох III Великий. Невдовзі Абдісар вимушений був розділити владу над Софеною з Зарехом. Водночас вже у 212 році стрийко Єрванд IV захопив трон Великої Вірменії.
Напевне влада Абдісара над Софена була суто номінальною, або поступово остаточно перейшла до Зареха. Цар Абдісар загинув близько 200 року до н. е.